# Thorildsplans gymnasium
Thorildsplans gymnasium är en gymnasieskola belägen vid Drottningholmsvägen 82 i västra Kungsholmen i Stockholm.

## Historia
Thorildsplans gymnasium grundades 1938 eftersom riksdagen hade beslutat att ett treårigt statligt tekniskt gymnasium och en treårig fackskola skulle öppnas i Stockholm. Från början var lokalerna belägna på Polhemsgatan under namnet Tekniska läroverket i Stockholm.

## Byggnad
År 1944 beslutades det att lokaler till skolan skulle byggas där den finns idag, vid Drottningholmsvägen 82 i Kristineberg. Arkitekt till skolan är Paul Hedqvist och byggmästare var Nils Nessen. I motsats till många andra av Hedqvist gestaltade skolbyggnader som ofta var hållna i ljusa, putsade fasader valde arkitekten här gult fasadtegel. Hela anläggningen består av fem hophängande byggnadskroppar som vänder sin långsida mot Drottningholmsvägen. I separata byggnader finns aula, bibliotek och idrottshall. När den nya skolan öppnades 1946 bytte den namn till Högre tekniska läroverket i Stockholm.

### Bilder

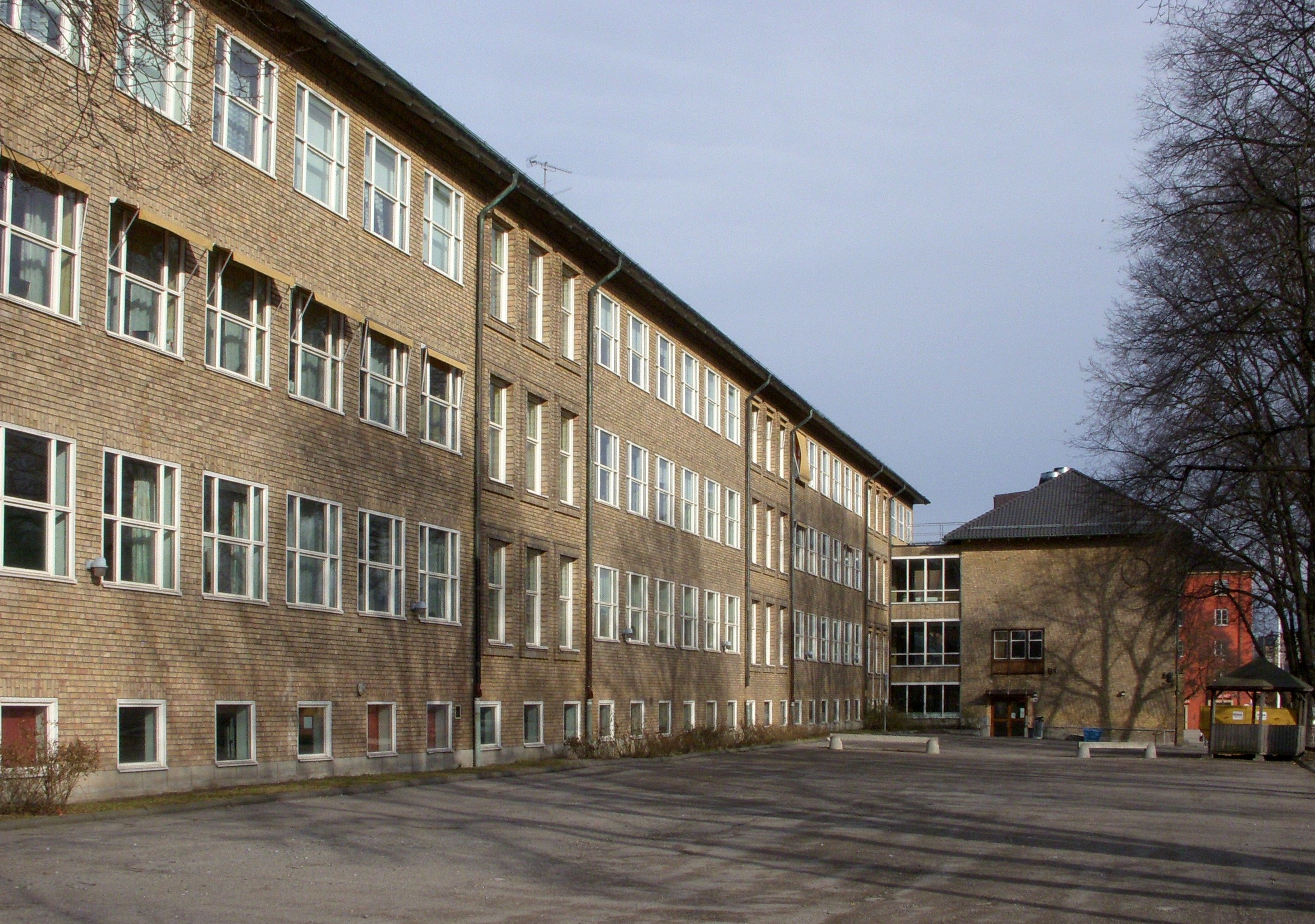
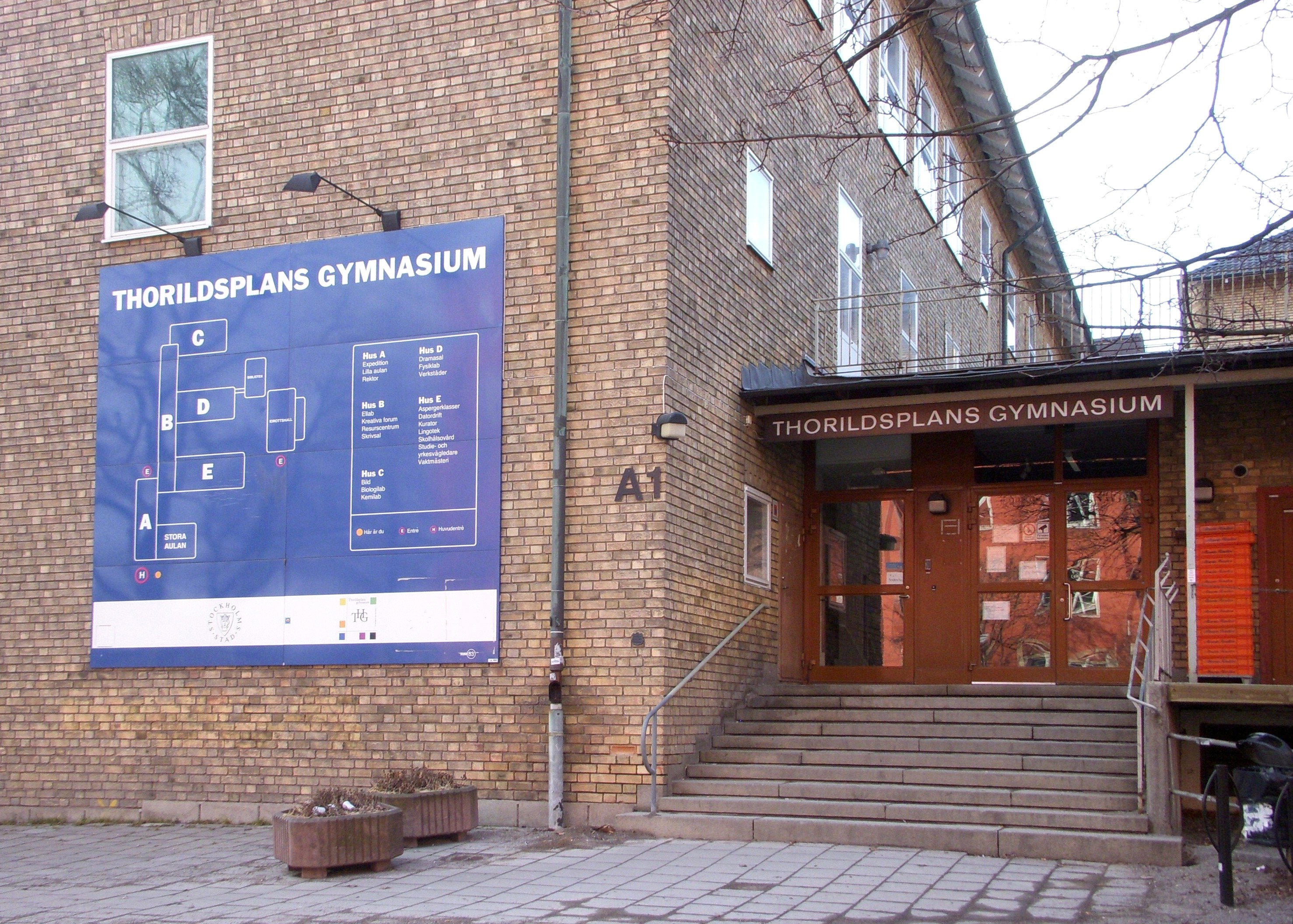
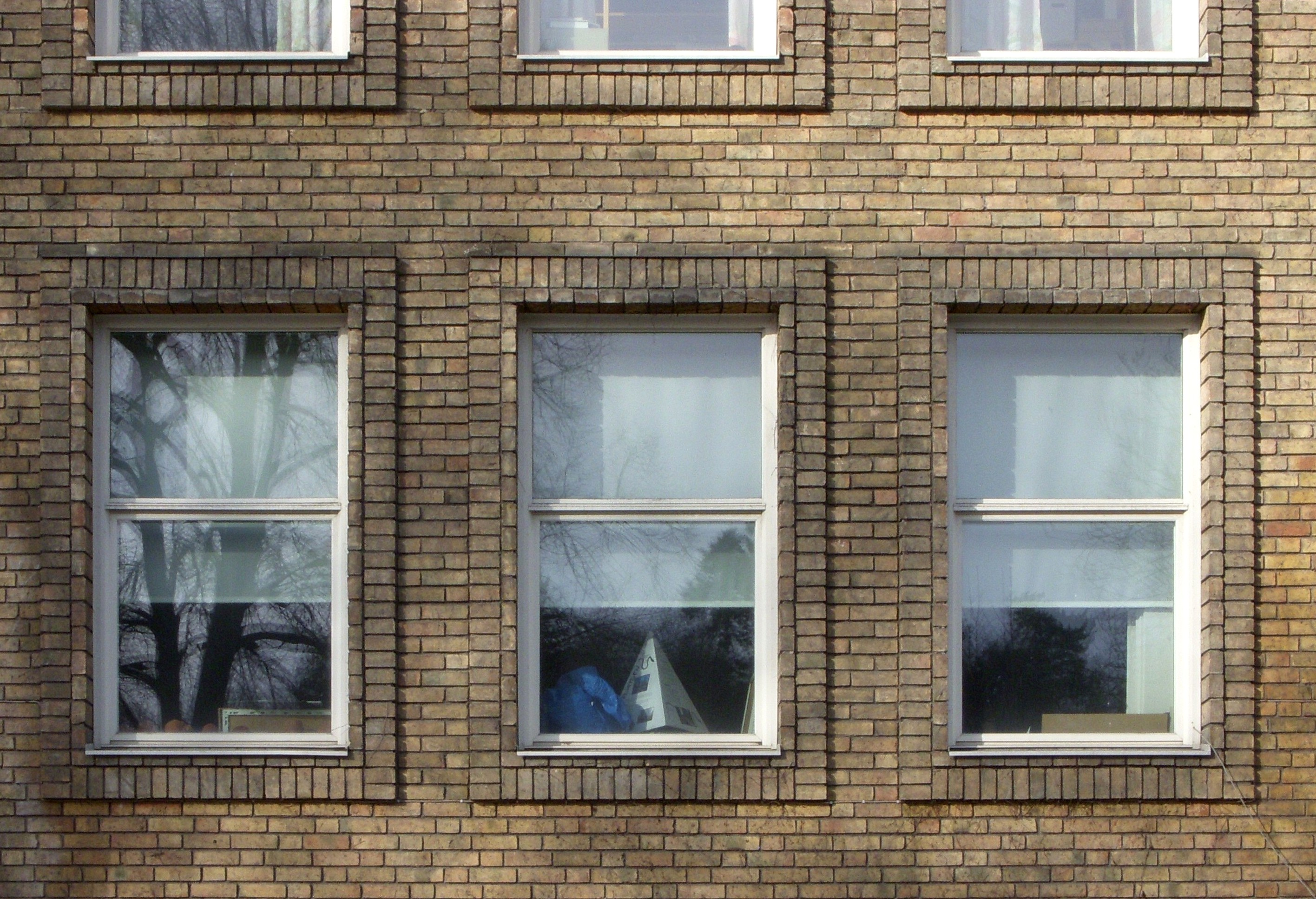
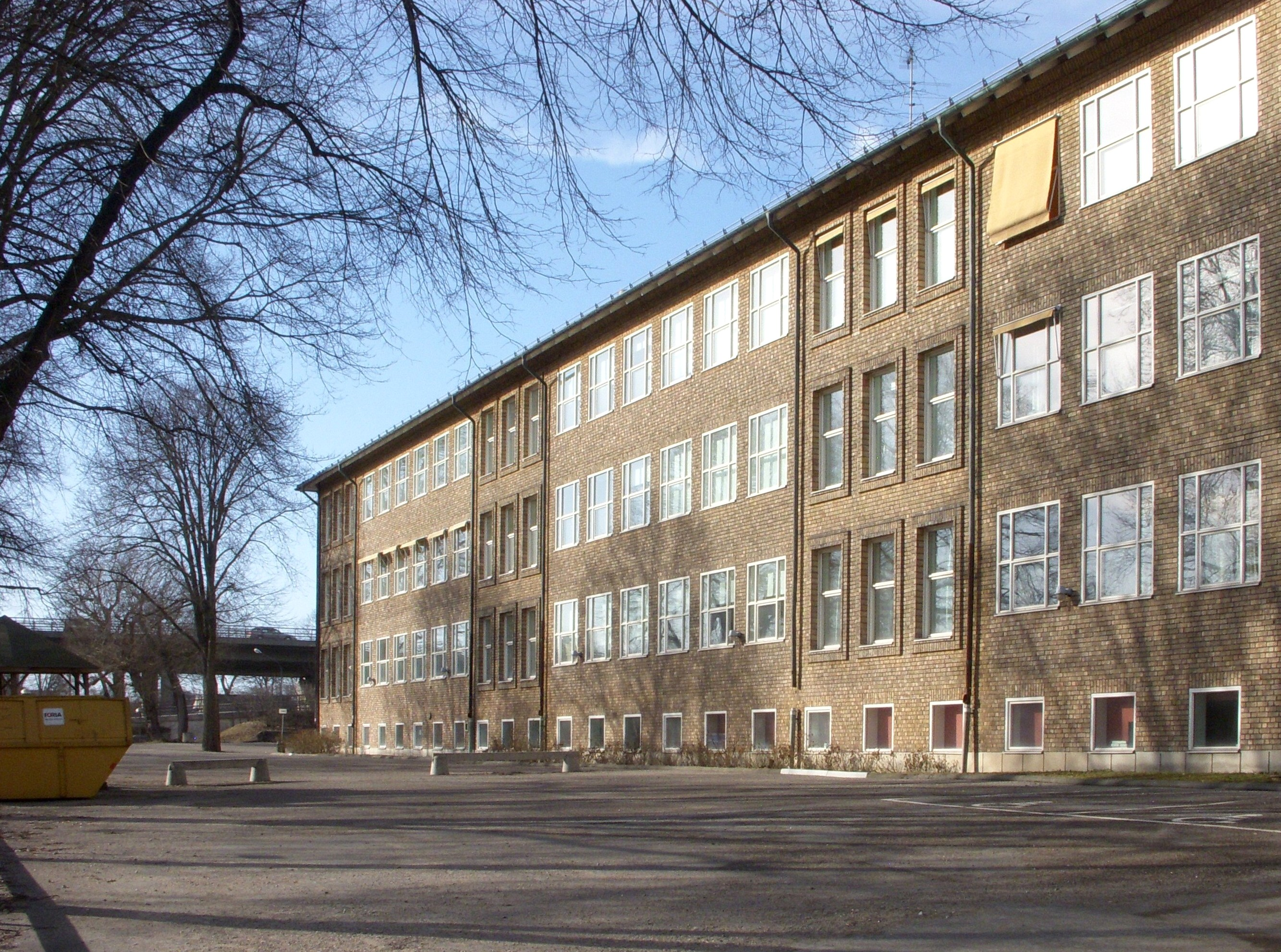

## Organisation
I början hade skolan en egen styrelse, men detta ändrades 1962 när skolan underställdes Stockholms skolförvaltning. I samband med detta byttes även namnet på skolan till Tekniska gymnasiet I (där Tekniska gymnasiet II var det tekniska gymnasiet vid Åsö gymnasium).
År 1966 var det återigen dags för ett namnbyte i samband med ändring av skolform från tekniskt gymnasium till teknisk linje och denna gång valdes namnet Thorildsplans gymnasium, samtidigt som Vasa Gymnasium inrättades som den tredje stockholmsskolan med denna linje. Thorildsplans gymnasium hade 3-årig teknisk gymnasieutbildning till 1969, då sista klasserna i 3-årigt gymnasium avlade examen. Man fortsatte med tvåårig och fyraårig teknisk linje fram till slutet på 1980-talet, då ändring av de statliga bidragsbestämmelserna desavouerade[källa behövs] specialiserade skolor, varför man även inrättade klasser på samhällsvetenskaplig linje.
Den ingenjörsutbildning som inrättades i Stockholms skolor Electrum (i Electrum i samverkan med KTH Kista) blev organisatoriskt lagd under Thorildsplans gymnasium.

## Skolan idag

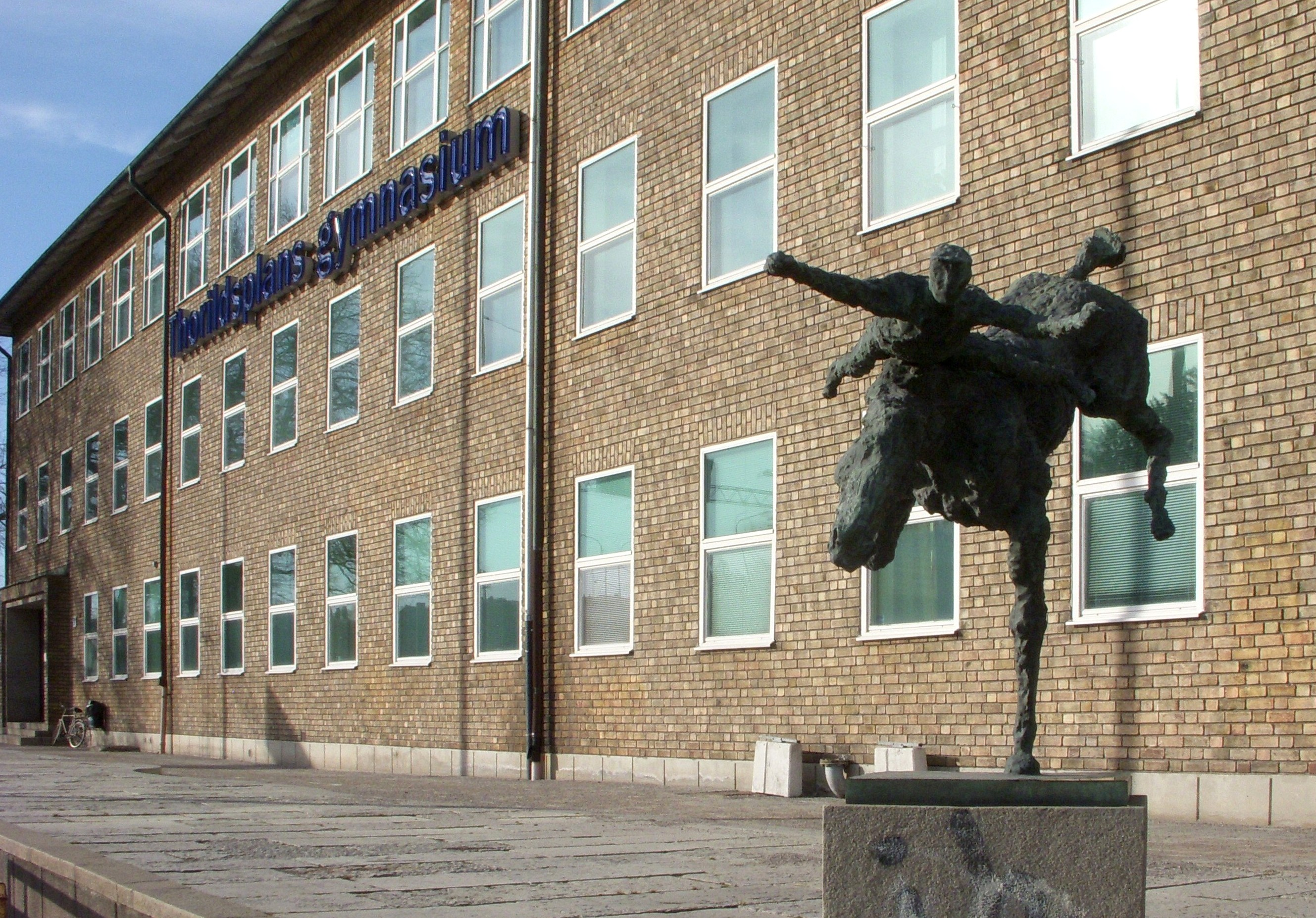
"Häst och ryttare" av Asmund Arle.

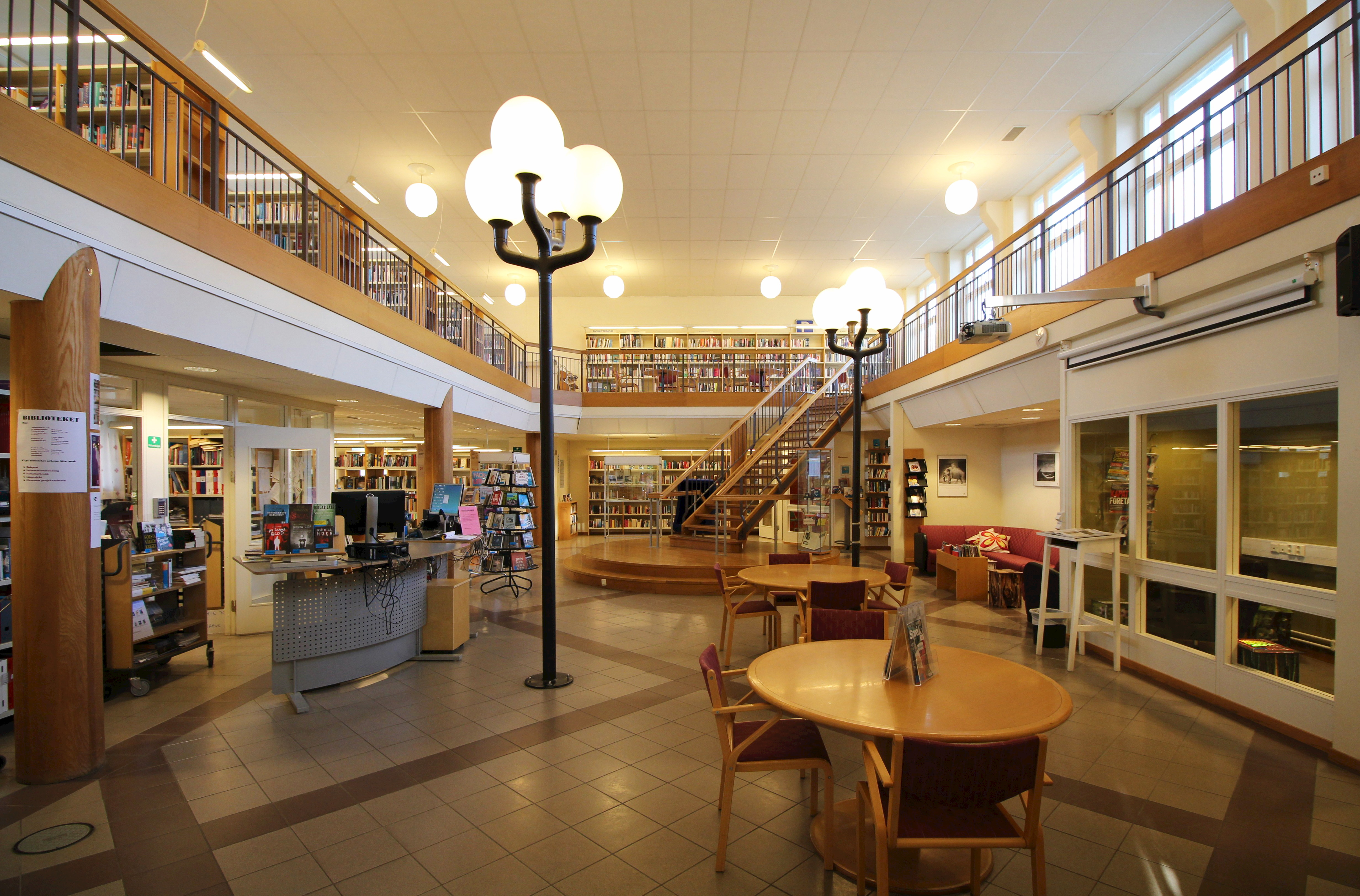
Skolans bibliotek.

Skolan har för närvarande ca 1500 elever uppdelat på sex olika program med flera inriktningar: 
- El- och energiprogrammet (EE)
  - Elteknik
  - Dator- och kommunikationsteknik

- Ekonomiprogrammet (EK)
  - Ekonomi

- Naturvetenskapsprogrammet (NA)
  - Naturvetenskap

- Samhällsvetenskapsprogrammet (SA)
  - Beteendevetenskap
  - Samhällsvetenskap

- Teknikprogrammet (TE)
  - Design och produktutveckling
  - Samhällsbyggande och miljö - profil Arkitektur
  - Informations- och medieteknik
  - Teknikvetenskap

- Introduktionsprogrammet (IM)
  - Individuellt alternativ för elever med Aspergers syndrom eller näraliggande funktionsnedsättningar.
  - Språkintroduktion